# A Line of Deathless Kings
 (février 2017).
Si vous disposez d'ouvrages ou d'articles de référence ou si vous connaissez des sites web de qualité traitant du thème abordé ici, merci de compléter l'article en donnant les références utiles à sa vérifiabilité et en les liant à la section « Notes et références ».
Albums de My Dying Bride
Songs of Darkness, Words of Light
(2004) For Lies I Sire
(2009)
A Line Of Deathless Kings est le neuvième album studio du groupe de doom metal/metal gothique britannique My Dying Bride, sorti en 2006.

## Liste des titres
| 1.    | To Remain Tombless             | 6:10 |
| 2.    | L'Amour détruit                | 9:07 |
| 3.    | I Cannot Beloved               | 7:03 |
| 4.    | And I Walk With Them           | 6:36 |
| 5.    | Thy Raven Wings                | 5:22 |
| 6.    | Loves Intolerable Pain         | 6:15 |
| 7.    | One Of Beauty's Daughters      | 5:42 |
| 8.    | Deeper Down                    | 6:32 |
| 9.    | The Blood, The Wine, The Roses | 8:23 |
| 61:04 |                                |      |

## Crédits

### Membres du groupe
- Aaron Stainthorpe : chant
- Andrew Craighan (en) : guitare
- Adrian Jackson (en) : basse
- Hamish Glencross (en) : guitare
- John Bennett : batterie
- Sarah Stanton : clavier

### Production
- Arrangements par My Dying Bride
- Production et mixage par Mags et Calvin Robertshaw
- Artwork : Matt Vickerstaff